# أنتاناميبي
أنتاناميبي هي بلدة تقع في شرق مدغشقر، بلغ عدد سكانها في إحصاء 2001 حوالي 18 ألف نسمة.يعمل 85% من سكان البلدة في الزراعة ويعد الأرز، فانيليا وقرنفل أهم المحاصيل التي يزرعونها.يعمل 10% من السكان في قطاع الخدمات و5% في الصيد.